# Кулешов, Василий Иванович
Василий Иванович Кулешов (2 марта 1895, с. Истобное, Рязанская губерния, Российская империя —  1971, Бирск, Башкирская АССР, РСФСР, СССР) — советский военачальник, полковник (1943), кавалер Георгиевского оружия.

## Биография
Родился 2 марта 1895 года в селе Истобное, ныне Чаплыгинского района Липецкой области, в крестьянской семье. Русский. После смерти отца, в 1898 году семья переезжает в с. Каликино Лебединского уезда Тамбовской губернии. Отчим был учителем, поэтому молодой
Василий получает хорошее образование: закончил второклассную школу (7 классов), затем педагогический техникум в городе Тамбов,  и в 1913 году поступает на юридический факультет Санкт-Петербургского университета.

### Первая мировая война
С началом  войны 20 августа 1914 года со 2-го курса университета был мобилизован в армию и направлен юнкером в Виленское военное училище. 15 мая 1915 года  окончил его и убыл на Северо-Западный фронт, где воевал во 2-й и 12-й армиях в составе 131-го пехотного Тираспольского полка 33-й пехотной дивизии командиром взвода, младшим офицером и командиром команды пеших разведчиков, начальником пулемётной команды и командиром батальона (последний чин — поручик). Был трижды ранен: ноябрь 1915 года, декабрь 1916 года, июль 1917 года. За боевые отличия в боях был награждён Георгиевским оружием и пятью орденами.  В начале 1917 года учился в Высшей офицерской стрелково-пулемётной школе в городе Ораниенбаум, после окончания в июне назначен в 1-й пулемётный полк. В августе «за большевистские настроения» полк был расформирован, а  Кулешов как имеющий ранения на фронт не поехал, убыл в отпуск на родину и обратно не вернулся.

### Гражданская война
С 18 ноября 1917 года командовал красногвардейским отрядом в городе Лебедянь Тамбовской губернии. В апреле 1918 года автоматически перешёл в РККА и служил военруком в Лебедянском УВК. С декабря 1919 года там же был помощником командира и командиром 32-го запасного полка. Участвовал в подавлении кулацких восстаний, ликвидации банд Уткина и Антонова, в боях против белогвардейской конницы генерала К. К. Мамонтова под городами Козлов, Добрый, Лебедянь, Елец, Орёл и Тула. Затем с полком воевал на Южном фронте против генерала А. И. Деникина. В августе 1920 года направлен в Сибирь на должность военрука Славгородского УВК, а с января 1921 года командовал территориальным полком в городе Барнаул. В его составе сражался с белогвардейскими частями генерала Р. Ф. Унгерна фон Штернберга и Б. В. Анненкова в Горном Алтае и Сибири. Всего за войну был трижды ранен и один раз контужен. В ноябре 1923 года демобилизован.

### Межвоенные годы
Вернувшись на родину, работал начальником партийно-профессорского клуба в городе Лебедянь, с августа 1925 года — инспектором косвенных налогов в городе Козлов, с сентября 1929 года — контролёром по спиртовым операциям Центроспирта в городе Воронеж.  
В марте 1931 года вновь призван из запаса в РККА и направлен в Осоавиахим, затем назначен начальником Военно-учебного пункта по подготовке младшего комсостава и вневойсковиков. С апреля 1933 года исполнял должность начальника штаба ПВО сектора Ярославской (Северной) ж. д. в Москве. 
С сентября 1934 года был начальником военно-учебной части и старшим преподавателем военной кафедры Московского текстильного института. В сентябре 1938 года переведён в штаб БОВО заместителем начальника 1-го отделения 5-го отдела. Участвовал в походе РККА в Западную Белоруссию, затем с октября 1939 года в том же округе служил начальником 5-го отделения штаба 24-го стрелкового корпуса в городе Бобруйск. С февраля 1940 года там же был начальником штаба 574-го стрелкового полка 121-й стрелковой дивизии (с июля — в составе ЗапОВО). Одновременно с 1939 года по 1941 года учился на заочном факультете в Военной академии им. М. В. Фрунзе. 14 июня 1941 года выступил с полком на западную границу.

### Великая Отечественная война
С началом  войны дивизия в составе 13-й армии Западного фронта заняла оборону по восточному берегу реки Шара в районе городе Слоним и вела тяжёлые бои на рубежах Барановичи, Слуцк, Осиповичи, дер. Боярщина, Старые Дороги. 7 июля, выйдя из окружения, она сосредоточилась на формирование в городе Новозыбков. После пополнения вновь вошла в 13-ю армию Центрального фронта и участвовала в Смоленском сражении. 10 августа 1941 года майор  Кулешов был ранен, выйдя из госпиталя, в сентябре назначен помощником командира по снабжению 1290-го стрелкового полка 113-й стрелковой дивизии. В конце сентября она была выдвинута на рубеж реки Шуйцы в район дер. Жорелево (западнее Спас-Деменска) и со 2 по 10 октября в составе 33-й армии Резервного фронта вела оборонительные бои с перешедшим в наступление противником на восточном берегу р. Шуйцы на рубеже Гарь, Каширино, Выгорь (Якимовичский район, Смоленской обл.). С 15 октября вместе с армией вошла в состав Западного фронта и вела бои в Износковском районе Смоленской области и на наро-фоминском направлении. С ноября 1941 года майор  Кулешов был заместителем командира, затем командиром 457-го стрелкового полка 222-й стрелковой дивизии, оборонявшейся севернее города Наро-Фоминск. 4 декабря получил тяжёлое ранение и был эвакуирован в 1-й Коммунистический госпиталь в Москве. По выходе из него 23 февраля 1942 года откомандирован в САВО на должность командира 1360-го стрелкового полка, затем в связи с прекращением формирования возвратился в распоряжение ГУК. 
С 8 апреля 1942 года был прикомандирован к курсам «Выстрел», а в начале мая назначен командиром 399-го стрелкового полка 111-й стрелковой дивизии 2-й резервной армии (г. Бежецк Калининской обл.). После сформирования с 16 июля дивизия была переброшена на Северо-Западный фронт и в составе 30-й армии участвовала в Ржевско-Сычёвской наступательной операции, в боях на подступах к городу Ржев. В августе подполковник  Кулешов вновь был ранен, после выхода из госпиталя с 30 декабря 1942 года командовал 32-м гвардейским стрелковым полком 12-й гвардейской стрелковой дивизии. До середины июля 1943 года она в составе 61-й армии Западного и Брянского (с марта) фронтов находилась в обороне юго-восточнее города Белёв, затем участвовала в Орловской наступательной операции. За умелое командование полком, мужество и героизм в боях на Брянском фронте полковник  Кулешов был награждён орденами Красной Звезды  и Отечественной войны 1-й ст. 20 июля освобождён от командования полком и в августе назначен начальником штаба 356-й стрелковой дивизии этой же 61-й армии. С 7 августа она находилась в резерве армии, затем Ставки ВГК. С 7 сентября вместе с ней вошла в подчинение Центрального фронта и участвовала в Черниговско-Припятской наступательной операции и битве за Днепр, а с ноября в составе Белорусского фронта — в Гомельско-Речицкой и Калинковичско-Мозырской наступательных операциях. Приказом ВГК № 07 от 15.01.1944 за освобождение года Калинковичи ей было присвоено наименование «Калинковичская». С 20 февраля дивизия вместе с той же 61-й армией входила в состав 2-го, а с 16 апреля — 1-го Белорусских фронтов. Её части участвовали в Полесской, Белорусской, Минской, Люблин-Брестской наступательных операциях. За освобождение города Бобруйск она была награждена орденом Красного Знамени. Начальник штаба дивизии полковник  Кулешов приказом по войскам 1-го Белорусского фронта от 23.07.1944 награждён орденом Красного Знамени. В конце августа — сентябре 1944 г. дивизия в составе армии из резерва Ставки ВГК была переброшена на 3-й Прибалтийский фронт и участвовала в Рижской наступательной операции. В октябре 1944 года отстранён от должности и 4 октября осуждён Военным трибуналом 61-й армии по ст. 193-28 УК РСФСР к 10 годам ИТЛ с отсрочкой исполнения до окончания военных действий и лишением воинского звания «полковник». Определением Военного трибунала 3-го Прибалтийского фронта по протесту председателя трибунала фронта пункт о лишении воинского звания был отменён. После осуждения в ноябре назначен заместителем командира 329-го стрелкового полка 70-й стрелковой Верхнеднепровской дивизии, которая в составе 43-й армии 1-го Прибалтийского фронта вела бои в районе города Мемель. Её части вышли на берег залива Куришес-Хафф и 28 января овладели этим городом. После захвата Мемеля они обороняли побережье этого залива на фронте 80 км. Постановлением Военного трибунала 43-й армии от 30.01.1945 судимость с него была снята. С февраля исполнял должность начальника штаба 156-й стрелковой ордена Кутузова дивизии, которая в составе 4-й ударной армии 1-го и 2-го Прибалтийских, а с апреля — Ленинградского фронтов участвовала в блокаде группировки противника на Курляндском полуострове. С 17 апреля по 3 мая 1945 года полковник  Кулешов  командовал дивизией.

### Послевоенное время
После войны дивизия была передислоцирована в город Рассказово Тамбовской области и включена в состав Воронежского ВО. С 12 октября 1945 года  Кулешов состоял в распоряжении Военного совета округа, а в декабре назначен начальником штаба 32-й стрелковой Верхнеднепровской Краснознамённой ордена Суворова дивизии. После расформирования с марта 1946 года состоял в распоряжении Военного совета Воронежского территориального ВО. 16 августа 1946 года гвардии  полковник Кулешов был уволен в запас.
Работал агрономом в колхозах и совхозах. С 1963 года – старший преподаватель кафедры гражданской обороны Бирского педагогического института.

## Награды
СССР
- два ордена Красного Знамени (23.07.1944[5], 06.05.1946[6])
- орден Кутузова III степени (06.06.1945)[7]
- орден  Отечественной войны I степени  (04.08.1943)[8]
- два ордена Красной Звезды (03.04.1943[9],  03.11.1944[10][6])
  - медали в том числе:
  - «За оборону Москвы» (28.03.1945)[11]
  - «За победу над Германией в Великой Отечественной войне 1941—1945 гг.» (1945)

Российской империи
- Георгиевское оружие[3].
- орден Святой Анны  II степени с мечами[3].
- орден Святого Станислава  II степени с мечами[3].
- орден Святой Анны  III степени с мечами[3].
- орден Святого Станислава  III степени с мечами[3].
- орден Святой Анны  IV степени с надписью «За храбрость»[3].